# Глотове (Бєлгородська область)
Гло́тове (рос. Гло́тово) — село у Грайворонському районі Бєлгородської області Російської Федерації.
Населення становить 654 особи. Входить до складу муніципального утворення Грайворонський міський округ.

## Географія
Знаходиться в південно-західній частині Бєлгородської області, в лісостеповій зоні, у східній частині східної Слобожанщини, на берегах річки Безім'янки поблизу державного кордону з Україною. На відстані близько 2 кілометрів на південний захід розташовується місто Грайворон, адміністративний центр району. Абсолютна висота — 135 метрів над рівнем моря.

## Історія
Згідно із законом від 20 грудня 2004 року № 159 від 1 січня 2006 року до квітня 2018 року органом місцевого самоврядування було Гора-Подільське сільське поселення.
12 березня 2024 року під час одного з рейдів в Бєлгородську область у село на певний час увійшли сили легіону «Свобода Росії», Російського добровольчого корпусу, батальйон «Сибір» і чеченські добровольці, що воюють на боці України.

## Населення
| 2002 | 2010 |
| ---- | ---- |
| 672  | ↘654 |